# Eurodance
L'Eurodance (a volte conosciuta come Euro-NRG o Euro) è un genere musicale dell'electronic dance music che ebbe origine alla fine degli anni ottanta in Europa.
Unisce molti elementi della techno, dell'hi-NRG, dell'house, della trance e dell'euro disco.
Questo genere di musica è fortemente influenzato dall'utilizzo di intense voci melodiche, o esclusivamente da sole, o insieme a versi rappati. Questo, unito a sintetizzatori all'avanguardia, forti ritmi bassi e suoni melodici, stabilisce il fondamento principale della musica eurodance. La produzione eurodance continua ad evolversi con uno stile più moderno.

## Definizione
Il termine "eurodance" venne gradualmente associato ad uno stile specifico del genere dance europeo. Durante i suoi anni d'oro a metà degli anni novanta era indicato come "euro-house" o "euro-NRG"; in Europa era spesso chiamato come "dancefloor" o semplicemente "dance". Altro nome è "spaghetti house".
Anche se alcuni usano una più ampia definizione di ciò che è considerato "eurodance", nel corso del tempo il termine in particolare è venuto a far riferimento ad un genere basato sull'NRG degli anni novanta, che incluse un cantante solista o un rapper/duetto cantante. Anche se il termine venne inizialmente utilizzato per descrivere solo i gruppi musicali dance europei, ci sono stati alcuni gruppi musicali statunitensi degli anni novanta che seguirono lo stesso stile musicale e divennero popolari in Europa, al giorno d'oggi sono citati come parte della musica eurodance.

## Caratteristiche della musica
La maggior parte dell'eurodance è caratterizzata dai riff dei sintetizzatori, da una o più voci femminili o maschili con un ritornello semplice, da una o più parti rap maschili o femminili, dai campionamenti e da un forte ritmo. A volte con voce femminile o maschile si canta l'intera canzone senza parti rap.

### Voce
L'eurodance è spesso molto positiva ed ottimista. I testi spesso coinvolgono i temi dell'amore e della pace, del ballare e del festeggiare, o esprimere e superare difficili emozioni. Le voci dell'eurodance della prima metà degli anni novanta furono frequentemente fatte da un cantante o da un duetto tra un rapper ed una cantante.
Molti gruppi usarono variazioni del tema rapper-cantante, come per esempio un rapper tedesco con cantanti americani (Real McCoy), oppure l'uso del reggae rap come in Ice Mc e Fun Factory, o il canto nella forma scat come in Scatman John. Anche cantanti solisti come Alexia, Tess, Whigfield e Double You contribuirono al genere.
I testi delle canzoni eurodance sono quasi sempre cantati in inglese, a prescindere dalla nazionalità dell'artista.

### Percussione
Quasi tutta l'eurodance sottolinea le percussioni e il ritmo. La percussione dell'eurodance è generalmente un "kick" di grancassa, con alcune variazioni su un tempo di 4/4. Le percussioni sono sempre fatte da drum machines; sono suoni più tipici della musica dance e non dei suoni della "beat box" tipici della musica rap. Il tempo musicale si aggira spesso attorno ai 140 battiti per minuto, ma può variare dai 110 ai 150 BPM.

### Melodia
La maggior parte dell'eurodance è anche molto guidata dalla melodia. Diversamente dalla maggior parte della musica pop, che di solito è scritta in tonalità maggiori, molte canzoni eurodance sono scritte in tonalità minori, similarmente alla techno. Insieme ai testi positivi, ciò aiuta nel complesso a contribuire al suono potente ed emozionale dell'eurodance. Oltre al contributo delle voci femminili o maschili, c'è spesso un uso notevole di rapidi arpeggi del sintetizzatore, simili alla musica trance, ma a differenza degli arpeggi trance, sono di solito più ripetitivi (es. "Scatman" di Scatman John e "The bad touch" dei The Bloodhound Gang). Il sintetizzatore ha spesso un pianoforte od un organo a rullo ma a volte imita altri strumenti, come la calliope (ad esempio, "Touch the sky" di Cartouche). C'è spesso un corto, ripetitivo riff, mentre altre volte c'è un intero tour de force di sintetizzatori.

## Le caratteristiche delle band e il business
L'eurodance è ampiamente commercializzata. Alcuni produttori, come Max Martin o Larry Pignagnoli, hanno gestito dozzine di gruppi. Dalle migliaia di dischi pubblicati, solo alcuni gruppi musicali sono esistiti nel panorama mainstream al di là di due dischi. Molti progetti musicali, come Captain Jack e Jonny Jakobsen (Dr. Bombay), ebbero un'immagine umoristica attentamente pianificata. Un gruppo chiamato E-rotic ricevette l'attenzione con testi sessualmente provocanti e video musicali.
Sebbene i singoli eurodance finissero regolarmente col ricevere dischi d'oro, di platino o multi-platino, fu maggiormente difficoltoso creare un album completo che potesse avere lo stesso livello di successo. I problemi tipici citati includono l'album nel suo complesso non all'altezza dei singoli, gli interpreti non abbastanza carismatici per mantenere l'attenzione di milioni di persone dopo una canzone o due, o la debole promozione del resto del disco dopo che i singoli sono diventati successi.

## Storia
L'eurodance originale è una fusione di diversi stili della musica dance, principalmente house e rap con la variante hi-NRG della musica eurodisco.

### L'Hi-NRG e l'italo disco
L'hi-NRG nacque nel Regno Unito e negli Stati Uniti come un movimento underground, una forma più veloce della disco dopo che essa perdette popolarità mainstream. Alla fine degli anni ottanta diventò associato ai produttori discografici britannici Stock, Aitken & Waterman, e dai primi anni novanta band come i Masterboy e i 2 Unlimited stavano producendo una versione continentale dell'hi-NRG.
L'eurodance mostra una forte influenza hi-NRG, come per esempio il numero alto dei B.P.M. e il forte uso di voci femminili. L'eurodance può anche essere vista come una forma tecnologicamente più avanzata dell'euro disco, proprio come l'hi-NRG è la forma tecnologicamente più avanzata della disco.
L'italo disco e la sua successiva evoluzione, l'eurobeat, a volte sono pensati come sottogeneri dell'eurodance, ma piuttosto sono derivati della versione europea dell'hi-NRG, chiamata "space disco". L'italo disco fu influente sulla produzione di eurodance in generale, sebbene artisti dance italiani, come Alexia, i Cappella, i CO.RO e i Double You tesero a preservare alcune caratteristiche come voci liriche femminili. Più tardi artisti come gli Eiffel 65 adottarono una sorta di "marchio" beat nelle loro produzioni. Il termine "eurobeat" appare essere più comune in Giappone, dove questo stile musicale è incluso nel gioco Dance Dance Revolution così come in alcune colonne sonore degli anime, per esempio le scene di corse su strada in Initial D.

### La musica house
La musica house, un movimento underground negli Stati Uniti, è stata mainstream prima in Europa, anche se inizialmente era venuta dagli Stati Uniti nel Regno Unito e nell'Europa continentale con l'ascesa dell'acid house e della "rave" house alla fine degli anni ottanta. Dai primi anni novanta, con l'ascesa dello stile belga new beat, l'house divenne quindi associata al Belgio ed ai Paesi Bassi.
Alcune delle prime canzoni con elementi di quella che poi sarà chiamata eurodance sono musica house. Per esempio, "C'mon and Get My Love" di D Mob (1989), "Strike it up" dei Black Box (1990), "3 a.m. Eternal" dei The KLF (1990) e "Get ready for this" degli 2 Unlimited (1991) hanno tutti il duetto caratteristico dell'eurodance, e "Everybody's free (To feel good)" di Rozalla (1991) ha il caratteristico riff del sintetizzatore.

### La musica hip-hop
I versi rap sono stati uno dei principali elementi distintivi dell'eurodance. Anche se l'eurodance fa uso di voci rap, non contiene i temi testuali da "gangster rap", né segue molte delle convenzioni strumentali della musica rap, come i giradischi che si graffiano o linee di basso pesanti. Tuttavia, si concentra sulla ballabilità simile alla musica funk che fu una base fondamentale per il genere hip hop in quanto molte canzoni di quel genere sono state campionate da artisti hip hop.
L'eurodance, tuttavia, servì a rendere popolare la musica rap in Europa. Sebbene il rap era stato fatto in Europa almeno sin dai tempi dell'album di Falco, Einzelhaft (1982), la varietà americana guadagnò maggior consenso soltanto quando i Technotronic lanciarono la loro hit "Pump up the jam", e Snap! creò il singolo di successo "The Power". La combinazione dell'house music con le voci rap in generale venne indicata come hip house oppure "house rap". Il connubio rapper e cantante fu alla base del successo dei gruppi di maggior successo del genere come 2 Unlimited, Culture Beat, The Maxx, Ice MC e Da Blitz.

### Reggae
All'inizio degli anni novanta, anche fondere l'elemento del reggae divenne una tendenza nella musica eurodance. L'origine fu All That She Wants degli Ace of Base. Il successo di questa canzone portò ad altre come Coco Jamboo dei Mr. President, Sex on the Beach dei T-Spoon, Sweet sweet smile di Tatjana, It's my life di Dr. Alban, Ole ole singin' ole ola di Rollergirl, We're Going to Ibiza dei Vengaboys e Fat Boy dei Max-A-Million.

### Gli anni 2000
La techno ha sempre avuto un'influenza importante sulla musica eurodance, che a volte era fondamentalmente la sua controparte più commerciale. Contemporaneamente all'ascesa della seconda generazione di artisti eurodance alla fine degli anni novanta e all'inizio degli anni 2000, la trance cominciò a prendere una maggiore influenza anche dall'eurodance e, dal 2006, iniziò lentamente a perdere popolarità così come diminuì la qualità delle canzoni. L'interesse per l'eurodance si riaccese alla fine degli anni 2000 (intorno al 2008-2009), e questa volta il ritorno fu largamente aiutato dall'interesse verso la musica e i siti web di video musicali, che include un sostegno significativo dalla condivisione di contenuti multimediali e dai siti di networking online.
Gruppi come Basic Element (attivo anche negli anni novanta), Alcazar, Scooter, Ian van Dahl, Milk Inc., Merzedes Club, Infernal, Special D, Groove Coverage, Dj Lhasa, Ma.Bra., Santamaria, Gigi D'Agostino Cascada, Sylver, Danijay, Eiffel 65, Roxy, Daddy DJ e solisti come Madonna (es. singolo Hung Up), Kate Ryan, Luca Zeta, Gabry Ponte, DJ Aligator, Molella, Lucas Prata ed O-Zone, rappresentano alcuni tra gli artisti eurodance di seconda generazione di maggior successo. La maggior parte di loro hanno pubblicato singoli di successo o album negli States.
Alcuni musicisti statunitensi sono ora fortemente influenzati dall'eurodance, in rilievo Lady Gaga e Rihanna.

### Gli anni 2010
Poiché la dance-pop è tornata alla ribalta in America nel 2009 e nel 2010, molte canzoni presero in prestito elementi dall'eurodance.
La canzone del 2013 "Walking on air" di Katy Perry era dello stile eurodance e divenne un successo commerciale e di critica. Nel 2014, il DJ inglese Route 94 ha pubblicato  "My love" con la voce di Jess Glynne, che era anch'essa dello stile deep house degli anni 90. La Romania è attualmente il più grande paese che la produce. Un esempio di una canzone dance di grande successo di questo paese è Mr. Saxobeat dell'artista rumena Alexandra Stan, che raggiunse la nº1 in oltre 20 paesi.

## Popolarità

### In Europa
Nella prima metà degli anni novanta, l'eurodance fu molto popolare in Europa, grazie all'esteso airplay radiofonico dato dalle radio e dagli show televisivi, portando a vedere molti singoli nelle classifiche. Per esempio, in Italia c'erano sette singoli nella top ten della classifica alla fine di maggio del 1995. La popolarità, che era simile a quella della disco nella seconda metà degli anni settanta, portò molti artisti non eurodance, come ad esempio Ivana Spagna, a creare questo tipo di musica.
Dalla fine degli anni novanta, la popolarità di questo genere cominciò a diminuire lentamente. A questo punto, il sound classico dell'eurodance gradualmente si trasformò in progressive house. Negli anni 2000, l'industria musicale mainstream in Europa si allontanò dall'eurodance in favore di altri stili di musica da ballo come la nu-disco, l'electro house, la dance pop e l'R&B.

### Australia
La eurodance fu popolare in Australia all'inizio degli anni '90, in particolare durante l'emergere dei warehouse party e dei raves. La sua popolarità nel paese diminuì alla fine degli anni '90 e all'inizio degli anni 2000, tuttavia l'interesse ritornò intorno al 2009 grazie agli artisti come il DJ di Melbourne Havana Brown, che poi ha raggiunto il successo internazionale.

### America del Nord

#### Canada
Il Canada fu un mercato importante dell'eurodance, il più grande al di fuori dell'Europa, che ha prodotto la sua variante chiamata candance. Da circa il 1992 al 2000 gruppi musicali come i Capital Sound, Jacynthe, Shauna Davis, Emjay, i Love Inc., i Temperance, Jefferson Project, Big Bass, DFS, Kim Esty, i The Boomtang Boys, Solina, Joée, Roxxy ed i BKS, tra gli altri; provenienti principalmente dalle maggiori città del Canada centrale come Toronto, Montréal e Ottawa raggiunsero le onde radio. Il sound di Toronto era più orientato verso il pop, mentre quello di Montreal era più orientato verso la house. L'eurodance ricevette un airplay significativo nelle stazioni radio della Greater Toronto Area come Power 88.5, Energy 108 e Hot 103.5. Montreal fu anche un mercato importante dell'eurodance, con il famoso programma radiofonico di MC Mario su Mix 96, chiamato "Party Mix" e "Bouge de là", un popolare show televisivo su MusiquePlus.
L'eurodance è ancora suonata in rotazione su Z103.5 (precedentemente Hot 103.5), ed ha una trasmissione dedicata in diretta ogni mercoledì notte, chiamata "Wayback Wednesdays".

#### Stati Uniti
L'eurodance non è ben conosciuta negli Stati Uniti al di fuori delle maggiori città come New York, Los Angeles, Chicago, Miami, Houston, ecc.
Un esempio di questo è il classico eurodance Scatman (Ski Ba Bop Ba Dop Bop) di Scatman John, un artista statunitense; nonostante abbia raggiunto la cima della classifica in diversi paesi europei ed abbia raggiunto la posizione numero 3 nel Regno Unito, raggiunse solo la posizione 60 nella Hot 100. Un altro esempio degno di nota è l'album Life in the streets, di un gruppo musicale eurodance formato dal rapper statunitense Marky Mark e dal cantante reggae caraibico Prince Ital Joe, che non fu pubblicato negli Stati Uniti, ma fu un grande successo in molti paesi europei, che incluse singoli come Happy People e United che arrivarono in cima alle classifiche tedesche.
Pochi artisti eurodance (tra cui La Bouche, 2 Unlimited, Cartouche, Real McCoy, e gli Ace of Base) raggiunsero la Rhythmic Songs, la Pop Songs e la Billboard Hot 100 durante la prima metà degli anni novanta.
Tuttavia, il sound tendeva ad essere più house e gli artisti orientati verso il rap ricevevano airplay. Per esempio, il gruppo hip house tedesco Snap!, famoso per il singolo The Power, il gruppo hip house belga Technotronic e il gruppo techno dance olandese L.A. Style ricevettero un discreto airplay nella fase iniziale.
Gli artisti più orientati verso l'hi-NRG furono tipicamente suonati nel corso degli show, solamente tramite "mix" speciali, e fu spesso necessario andare in un club per ascoltare musica eurodance. Sebbene l'eurodance divenne popolare con i locali dei DJ negli Stati Uniti, le stazioni radio erano caute nel suonare qualsiasi cosa che suonava troppo simile alla disco durante la maggior parte degli anni ottanta e novanta. Verso la fine degli anni novanta, tuttavia, alcuni dei successivi artisti come il gruppo italiano Eiffel 65 e il gruppo danese Aqua ricevettero un esteso airplay radiofonico.
Nonostante la mancanza di diffusione radiofonica, molte canzoni hi-NRG ed eurodance sono popolari agli eventi sportivi professionali negli Stati Uniti, specialmente nell'hockey su ghiaccio e nel basket.
Le compilation, come ad esempio la serie di compilation DMA Dance: Eurodance (1995-1997) da Interhit Records e la rivista Dance Music Authority, furono popolari e aiutarono a definire il genere e a renderlo accessibile negli Stati Uniti e in Canada.

### Ibero-America
L'eurodance fu popolare in Ibero-America nella prima metà degli anni novanta, principalmente in Brasile, Argentina, Cile e Messico. XHFAJ-FM, meglio conosciuta come "Alfa 91.3", la stazione che all'epoca fu la più valutata in Messico, ebbe un formato che incluse per il 60 per cento musica eurodance. Negli anni 90, "Alfa 91.3" tenne una serie annuale di concerti al Palacio de los Deportes di Città del Messico, tra cui le performance live di diversi gruppi musicali eurodance da tutto il mondo, come Alexia, Corona, Lynda Thomas, gli N-Trance, i Colonia ed i KWS, tra molti altri.
I gruppi eurodance più importanti in lingua spagnola che ottennero un enorme successo in IberoAmerica dalla fine degli anni ottanta alla metà degli anni novanta furono la musicista Lynda Thomas (precedentemente nota come Lynda), che ebbe diversi singoli eurodance e bubblegum dance di successo in quel periodo di tempo, tra cui "Gira que gira", "Blue jeans", "Bang bang", "Corazón" e "Dile" (numero uno IberoAmericana) e il gruppo eurodance belga Paradisio, che andò in testa alle classifiche con le hit come Bailando e Vamos a la discoteca. Altre importanti hit eurodance in spagnolo e portoghese in IberoAmerica furono "Duro de pelar" di Rebeca (1996), "Streamline" dei Newton, "Sex machine" di Katrina, "Ritmo de la noche" dei The Sacados (1990), "Chiquitere" del DJ Rafa Villalba, "Fiesta de espuma" (versione originale degli anni 90), "Eclipse total del amor" (1995) di Marianne, "Me haces tanto bien" degli Amistades Peligrosas, "Angel boy" di Sabrina Salerno, "Asi Me Gusta A Mi (X-Ta Si, X-Ta No)" di Chimo Bayo, "Mi vicio eres tu" di Venus, "No cambies" degli ASAP, "Eu sei, tu és" (1998) dei Santamaria, "No hagas el indio, haz el Cherokee" dei Cherry Coke e "Llorando por ti" (1995) di K.U Minerva, tra molti altri.

## Artisti
Alcuni esempi di gruppi musicali eurodance che emersero dalla fine degli anni 80 alla metà degli anni 90 sono Mo-Do, 2 Brothers on the 4th Floor, 2 Fabiola, 2 In A Room, 2 Unlimited, 740 Boyz, Ace of Base, Alexia, Bad Boys Blue, Blue System, Cappella, Captain Hollywood Project, Centory, Colonia, Corona, Culture Beat, Dee Monk, DJ Bobo, Double You, Dr. Alban, E-rotic, E-Type, Electro Team, First Base, Fun Factory, Haddaway, Ice MC, Imperio, Indra, J.K., La Bouche, Le Click, Lobby, Lynda Thomas, Magic Affair, Marky Mark and the Funky Bunch, Masterboy, Maxx, Melodie MC, Mr. President, N-Trance, Nicki French, No Mercy, Pandora, Paradisio, Playahitty, Real McCoy, Scatman John, Snap!, Technotronic, The OutHere Brothers, Twenty 4 Seven, Whigfield.
Questi gruppi inclusero caratteristiche come l'enfasi della combinazione tra la voce femminile e la performance rap maschile, che porta direttamente alla rinascita del duo. Ogni gruppo inserì la propria firma sul suono, la personalità, l'immagine visiva, l'approccio vocale o una combinazione di questi.
Gli artisti solisti che realizzarono eurodance sono Amber ed Haddaway. Rozalla supportò Michael Jackson durante il suo tour europeo di "Dangerous". Nel 1994, Amber ha fatto la storia diventando la prima cantante nella storia dell'eurodance ad avere firmato per un'etichetta musicale come artista solista, e non come una cantante legata ad un produttore.

## Classificazione
Dopo i primi anni novanta, la musica eurodance si è divisa in alcune categorie:
- Eurodance "Classica" (1992-1996) - Come notato, spesso una cantante femminile ed un rapper maschile sono stati utilizzati per le canzoni all'interno di questo genere. La musica è caratterizzata da una produzione più spessa e dettagliata, e a volte è leggermente più lenta della maggior parte dell'eurodance che apparve in seguito. Questo suono è dotato di accordi, tocchi di produzione, sintetizzatori e linee di basso unici della prima metà degli anni novanta, ed è fortemente preferita da coloro che erano appassionati di eurodance in quel periodo.
- Bubblegum dance (1995-2002) - Essenzialmente la versione eurodance danese della bubblegum pop. Mentre lo stile strumentale è simile all'eurodance "classica", i testi tendono verso un humor tongue-in-cheek molto diverso dai tipici testi "disco". Gli argomenti tendono ad essere elementi come giocattoli, cartoni animati o videogiochi, con doppi sensi e motivi fiabeschi (per esempio, Barbie Girl degli Aqua). La bubblegum può utilizzare sia un coro, sia un duetto rapper maschile/cantante femminile, anche se tende a non fare uso di rapper americani come l'eurodance classica.
- Euro-trance (1998-2004) - Ha una struttura più aperta rispetto alle voci strettamente a maglia e le melodie dell'eurodance "classica". Le parti vocali sono a volte vaghe o ripetitive senza la struttura strofa/ritornello, spesso con l'eco ed altri effetti. Spesso l'eurotrance ha una forte linea di sintetizzatore con accordi eterei ed una forte percussione.